# Adriana Lima
Adriana Francesca Lima (született: Salvador da Bahia, 1981. június 12. –) brazil szupermodell.

## Élete
Adriana Brazíliában született, szülei Nelson Torrés és Maria da Graça Lima szociális munkások.
Mindössze 6 hónapos volt, amikor édesapja otthagyta őt és édesanyját, apjával azóta mindössze egyszer találkozott. 1996-ban 15 éves korában elutazhatott volna Miamiba egy modellversenyre, azonban apja minden hivatalos papírját magával vitte, melyek nélkül nem engedték ki Brazíliából. Ennek ellenére nem gyűlöli apját, mert szerinte mindennek megvan az oka, és sokkal boldogtalanabb lett volna a gyermekkora, ha azt egy boldogtalan apával együtt kellett volna leélnie. Most ő a negyedik leggazdagabb szupermodell.

## Karrier
Karrierje 1994-ben 13 éves korában kezdődött, amikor a helyi bevásárlóközpontban meglátta őt a Ford modellügynökség alkalmazottja és azonnal szerződést ajánlott neki. Még abban az évben megnyerte a Elite Modell Ügynökség díját, majd két évvel később második helyezést ért el a Ford Supermodel of the World versenyen. A következő évben otthagyta a Fordot, és szerződést kötött az Elite Modellügynökséggel, minek köszönhetően a divat egyik legnagyobb fellegvárába, New Yorkba költözhetett. Ezután egyre gyorsabban kapta az egyre jobb ajánlatokat, 1997-ben szerepelt a Vogue-ban (Olaszország) és a Harper's Bazaar-ban, 1998-ban a Vogue (Anglia és Olaszország), I-D (Anglia), Marie Claire (Brazília), 1999-ben pedig a Vogue (USA, Németország, Anglia) és a Marie Claire (Olaszország) oldalain találkozhattunk vele. A figyelem középpontjába 2000-ben került, amikor a Victoria’s Secret Cannes-i fürdőbemutatóján szerepelt, ahol Heidi Klum és Laetitia Casta társaságában léphetett a kifutóra, valamint a Vassarette óriásplakátján kapott helyet a New York-i Times Square-en. Ugyanebben az évben a 68. lett a Maxim magazin a világ 100 legszexisebb nője listán.
A nagyközönség a Victoria’s Secret 2001-es és 2003-as tévés divatbemutatóján, valamint a Mickey Rourke-al együtt forgatott The Hire: Follow című BMW által szponzorált rövidfilmben ismerte meg igazán. Emellett feltűnt az E! Entertainment Television, The Travel Channel, Viva, Extra and Whipple's World műsoraiban is.
2004-ben a lapok címoldalára került, amikor Bob Dylannel végigsétált Velencében Victoria’s Secret’s „Angyal” kollekciójában, vagyis fehér fehérneműben, magassarkú cipőben, szárnyacskákkal a hátán.